# Optymalizacja sieci
Optymalizacja sieci (ang. network optimalisation) – szereg działań mających na celu poprawienie jakości działania sieci komórkowej. Optymalizacje jest jednym z etapów planowania sieci komórkowej.
Podstawą do poprawy jakości sieci są dane statystyczne o działaniu sieci zebrane na drodze:
- Pomiarów w terenie (ang. drive testing)
- Danych zgromadzonych przez kontrolery stacji bazowych
- Informacji o nieprawidłowościach działania sieci zgłaszanych przez abonentów (reklamacje)

Kolejnymi krokami optymalizacji są zebranie danych o działaniu sieci, analiza danych wejściowych i opracowanie parametrów optymalizacji, tuning sieci (zazwyczaj tym etapem zajmuje się centrum eksploatacji i utrzymania sieci).
Przyczynami wymuszającymi tuning sieci mogą być np.:
- Mała pojemność sieci wynikająca ze wzrostu liczby abonentów na danym terenie (czasami nawet sezonowego czy incydentalnego np.: przewidywane wydarzenie masowe)
- Braki w pokryciu sygnałem radiowym terenu
- Problemy z realizacją procedury handoveru
- Niesatysfakcjonująca jakość usług (ang. quality of service)

Działaniami zmierzającymi do poprawienia jakości sieci mogą być np.:
- Zagęszczenie sieci poprzez budowę nowych stacji lub dodanie dodatkowych sektorów
- Zmiana azymutów anten sektorowych
- Zmiana wysokości zawieszenia anten
- Instalacja repeterów
- Zmiana parametrów radiowych (na przykład wprowadzenie hoppingu częstotliwości)
- Instalacja dodatkowych TRX-ów

## Zobacz  też
- Universal Mobile Telecommunications System (UMTS)
- GSM (Global System for Mobile Communications)
- Centrum eksploatacji i utrzymania sieci